# Hounds of War
Hounds of War è un film del 2024 diretto da Isaac Florentine.

## Trama
Ryder e la squadra d'élite, "The Hounds" (i Segugi), sono chiamati ad affrontare una delicata missione in Libia. La missione si rivelerà una imboscata e tutti i membri della squadra moriranno ad esclusione di Ryder. Da quel momento il suo unico scopo di vita è la vendetta contro il sistema e contro l'amministrazione americana che aveva garantito non avrebbe più fatto ricorso a spedizioni per uccidere obiettivi all'estero. 

## Distribuzione
Il film è stato distribuito via streaming dalla piattaforma Prime Video a partire da settembre 2024.